# Масса сельскохозяйственных животных
Ма́сса сельскохозя́йственных живо́тных — масса тела выращенных сельскохозяйственных животных, важный показатель, который характеризует их рост и развитие. 

## Описание
В зависимости от массы пророщенной за определённый период судят о скорости развития животных, о результатах их выращивания и откорма.
Быстрорастущие животные быстрее достигают хозяйственной зрелости — при прочих равных условиях расходуют меньше питательных веществ корма на 1 кг привеса, чем медленнорастущие. Масса сельскохозяйственных животных учитывается при бонитировке животных. В зависимости от массы составляют нормы и рационы кормления.
Живая масса тела животного определяется:
- взвешиванием;
- косвенно — по промерам тела различными способами (Клювер-Штрауха, Фровейна, Придорогина)[1].